# Белопесоцкий монастырь
Тро́ицкий Белопесо́цкий монасты́рь — женский монастырь Подольской епархии Русской православной церкви, расположенный на левом берегу Оки при впадении в неё речки Кремиченки. Административно относится к городу Ступино Московской области.

## История
Первые письменные упоминания об обители относятся к концу XV века. Основателем монастыря считается преподобный Владимир Белопесоцкий, пришедший в московские пределы из Великого Новгорода (родом из ржевских бояр, постриженник Варлаамо-Хутынского монастыря).
Монастырь расположен на Оке, вдоль которой в те времена и проходила русская граница. Вдоль реки были построены крепости, которые защищали русские земли от набегов крымских татар. Новый мужской монастырь так же мог нести оборонительные функции, поэтому московские князья и цари делали щедрые пожертвования на его возведение и постройку оборонительных сооружений.
Во второй половине XVII века монастырь потерял своё военное значение и оскудел. В 1681 году его приписали к Коломенскому архиерейскому дому, в ведении которого он находился до 1700 года. Тогда монастырь был передан Троице-Сергиеву монастырю, а в 1764 году был возвращён обратно.
Указом о секуляризации монастырь лишился вотчин. Но он действовал до революции, в 1916 году в его стенах обитали 50 монахов. В годы советской власти монастырь разделил общую участь большинства обителей. В 1918 году часть монахов была расстреляна, а в 1924 году монастырь был закрыт, здания перешли историческому музею. Тем не менее, службы шли до 1933 года.
С середины 1930-х годов в зданиях монастыря размещались общежитие рабочих и тюрьма для заключённых, занятых строительством моста через Оку. После этого монастырь был заброшен.
15 октября 1991 года Ступинский городской совет народных депутатов передал комплекс Свято-Троицкого Белопесоцкого монастыря в собственность Московского епархиального управления Русской Православной Церкви.
18 июля 1992 года в приходском Сергиевском храме состоялось первое богослужение.
В 1993 году сюда были переведены 5 монахинь из Свято-Троицкого Ново-Голутвина женского монастыря. 14 апреля 1993 года Белопесоцкий монастырь был возобновлён как женский. Монахиня Мария (Баранова) была назначена настоятельницей.
В 1998 году обитель справила 500-летие. В январе 2004 году игуменья Мария (Баранова) с 12 монахинями покинула монастырь и перешла в старообрядчество, создав в Боровске покровскую монашескую общину.
В октябре 2007 года указом правящего архиерея митрополита Ювеналия была назначена настоятельницей монахиня Агния (Сударикова), насельница Владычнего монастыря г. Серпухова, ныне игумения Агния. В то время в монастыре подвизались только две сестры.
7 февраля 2012 года по благословению митрополита Крутицкого и Коломенского Ювеналия, древняя святыня — икона Божией Матери «Утоли моя печали» — была возвращена в Свято-Троицкий Белопесоцкий женский монастырь.

## Строения монастыря

### Собор Троицы Живоначальной
Первое каменное сооружение монастыря. Датируется 1564 годом (не сохранился в первоначальном виде). К 1578 году практически все деревянные постройки обители стали каменными (в том числе сохранившиеся Святые ворота с надвратной Никольской церковью).
Сохранившееся пятиглавое здание Троицкого собора было выстроено в последней четверти XVII века в традициях московского барокко.
Храм представляет двусветный четверик на высоком подклете. У здания три апсиды и крытая галерея на аркадах по периметру. На гульбище ведёт лестница-всход, расположенная по центральной оси фасада. Храм венчают 5 широко расставленных куполов с узкими барабанами.
Здание украшено угловыми полуколонками, ложными полукружиями закомар с резными раковинами в тимпанах, наборным кирпичным карнизом на консолях, оконными наличниками в стиле московского барокко.

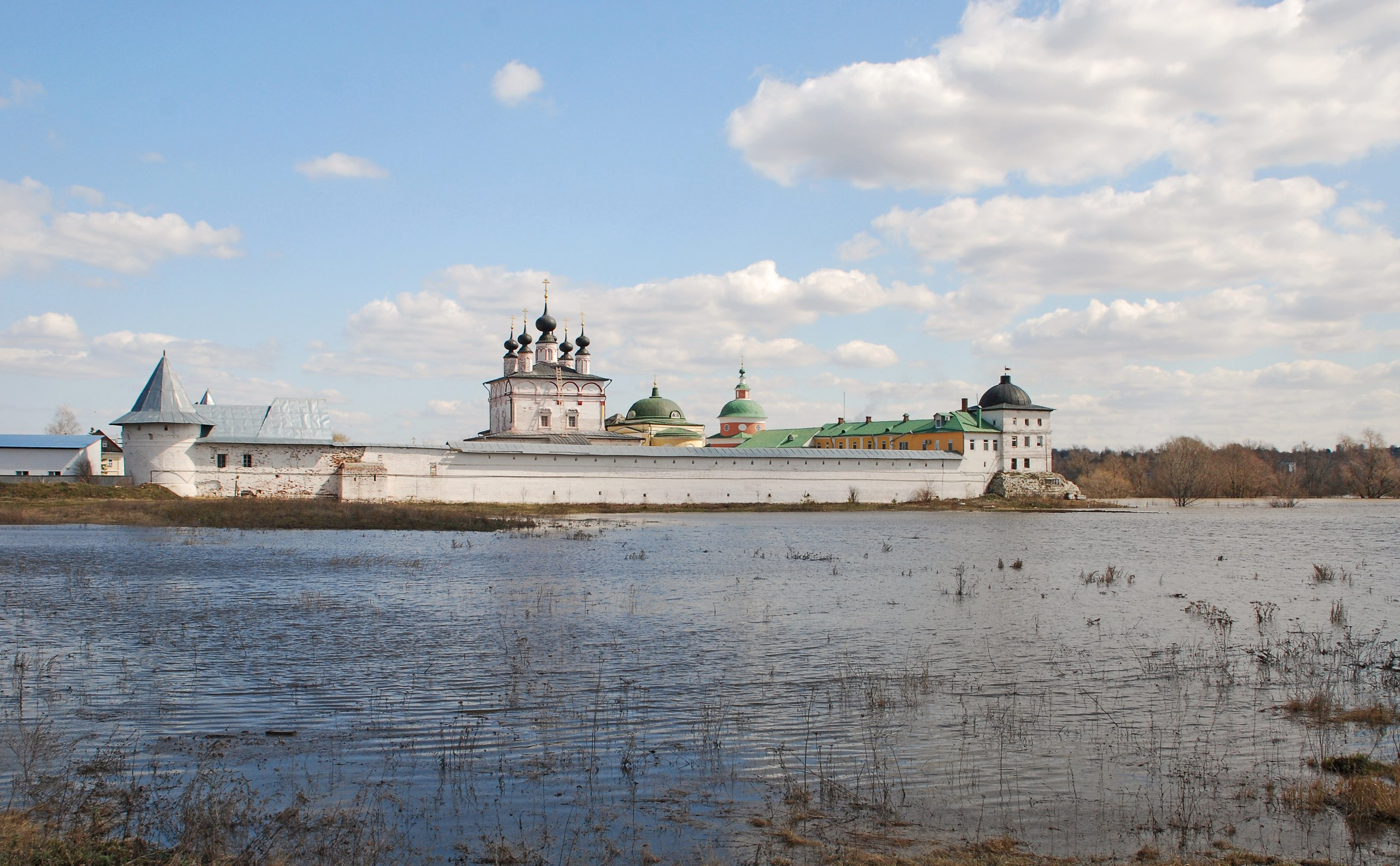
Белопесоцкий монастырь во время половодья 2013 г.

### Церковь Сергия Радонежского
Трапезный храм к югу от собора.
Построен в 1802—1806 на фундаменте прежней белокаменной церкви XVI века. Однокупольное здание из кирпича в классическом стиле. В 1833 году были достроены Казанский и Никольский приделы.
Церковь открыта с 1992 года, полностью отремонтирована.

### Церковь Николая Чудотворца
Также её называют церковью Георгия Победоносца. Первоначально храм был Никольским, а в 1883 году был переосвящён в Георгиевский.
Храм расположен над Святыми воротами монастыря, восточней собора. Представляет кубический надвратный храм из кирпича. Постройка 3-й четверти XVI века. В 1794 году храм надстроен двухъярусной колокольней в классическом стиле.
Сейчас здание реставрируется.

### Церковь Усекновения Главы Иоанна Предтечи
Расположена восточней Сергиевской церкви.
Храм построен в 1820—1830 гг. на пожертвования М. И. и И. И. Раевских.
Представляет однокупольное каменное здание в классическом стиле с симметричными апсидальным алтарём и притвором. На хорах над алтарём был Воскресенский придел.
В 1934 году в здании храма был размещён стекольный цех, затем храм был заброшен. Разрушился и упал купол.
Храм был отреставрирован в 90-х годах XX века.

### Монастырский некрополь
В монастыре хранятся резные белокаменные надгробия XVII в., имеющие значительную историческую ценность. Первоначально они находились на не сохранившемся до наших дней монастырском некрополе. Некоторые из них вмурованы в кладку монастырских строений.

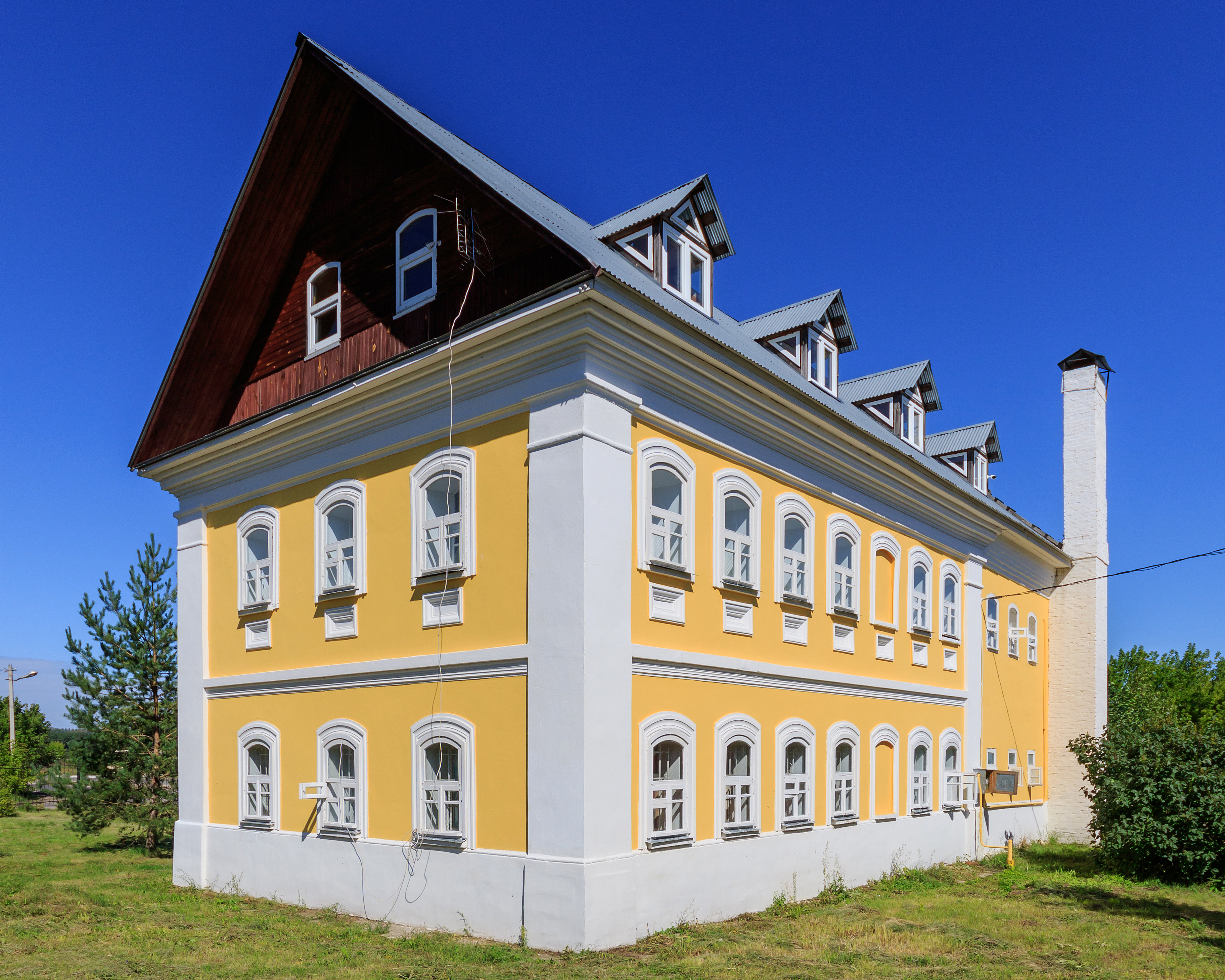
Бывшая гостиница монастыря
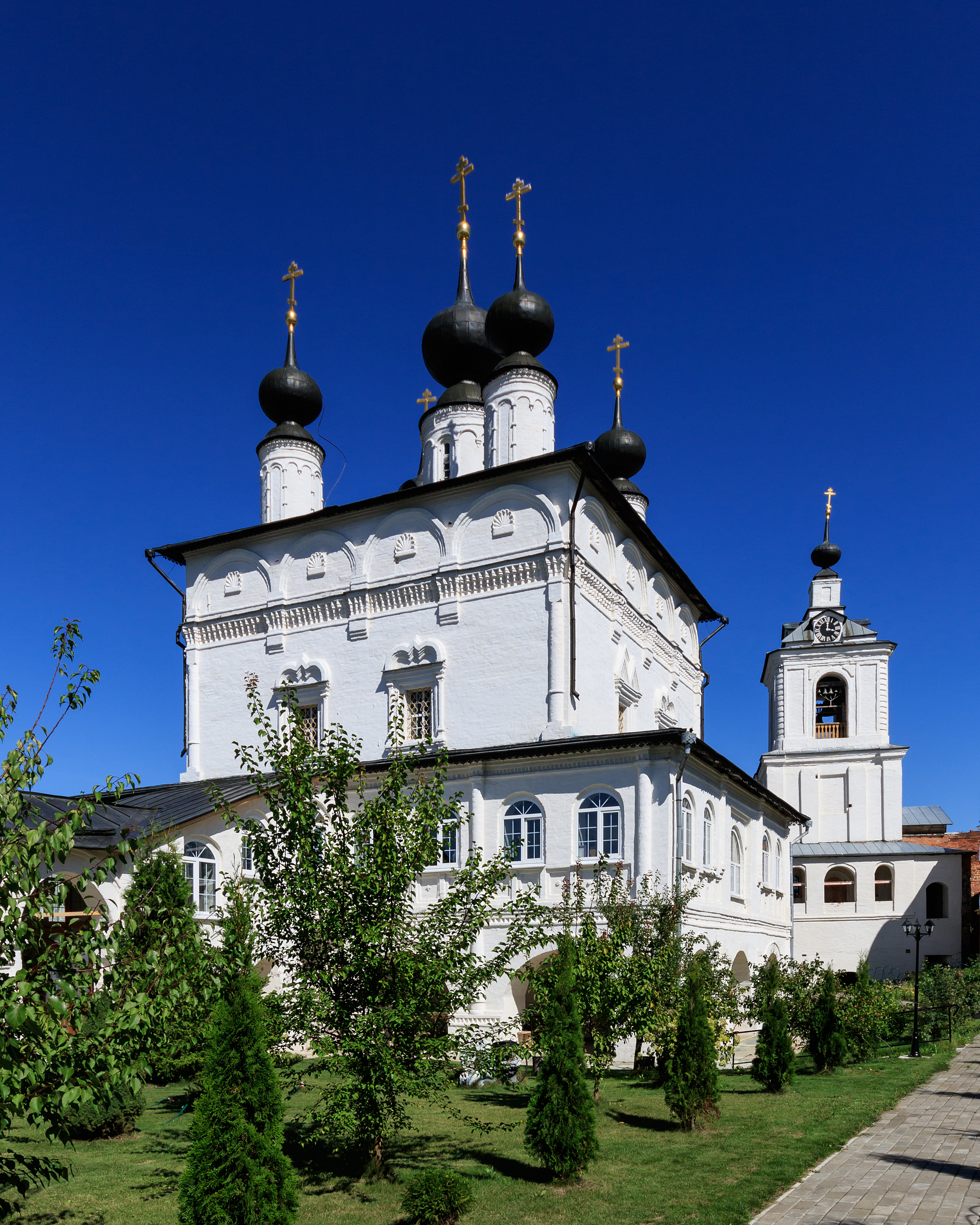
Троицкий собор
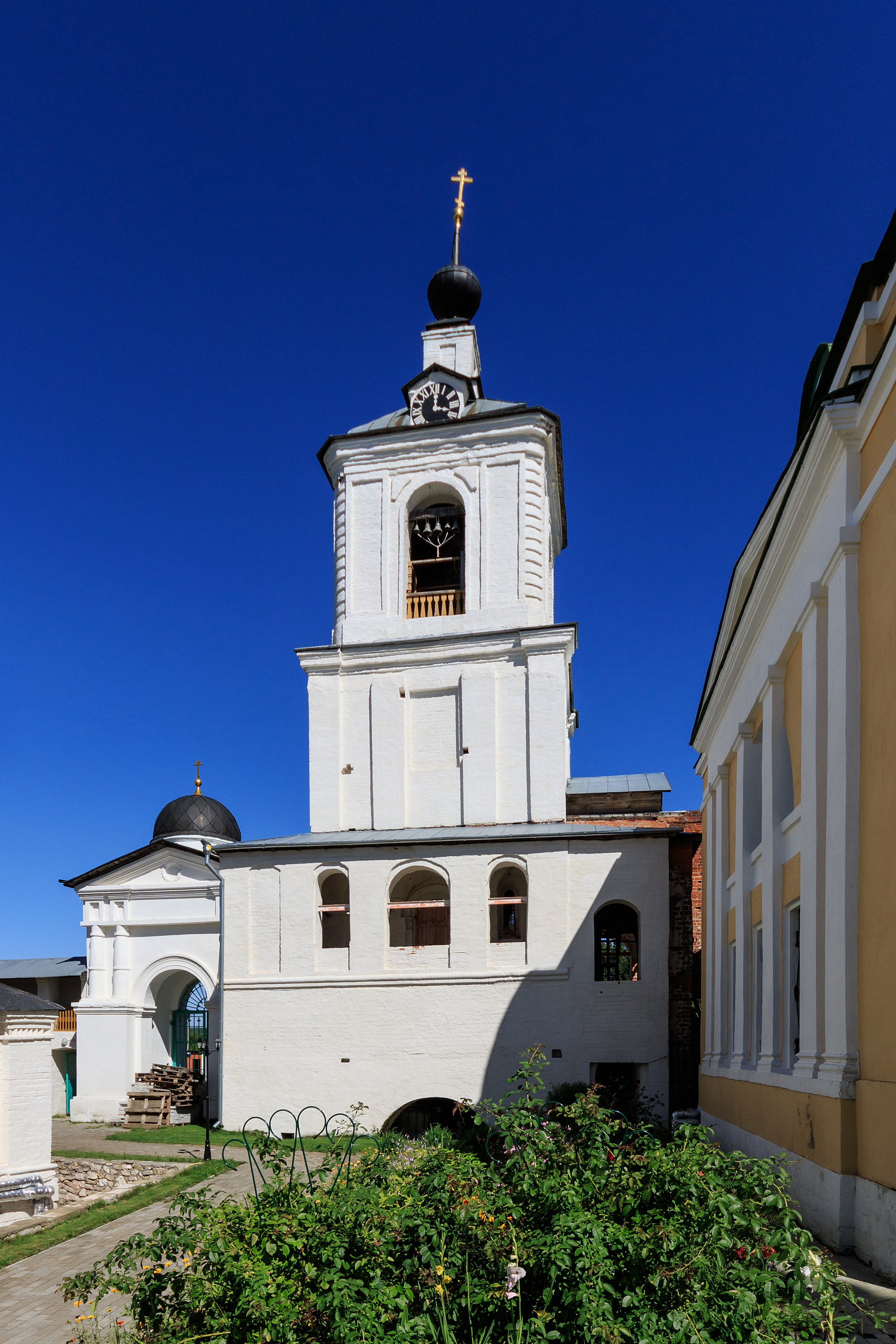
Надвратная колокольня (Церковь Николая Чудотворца)
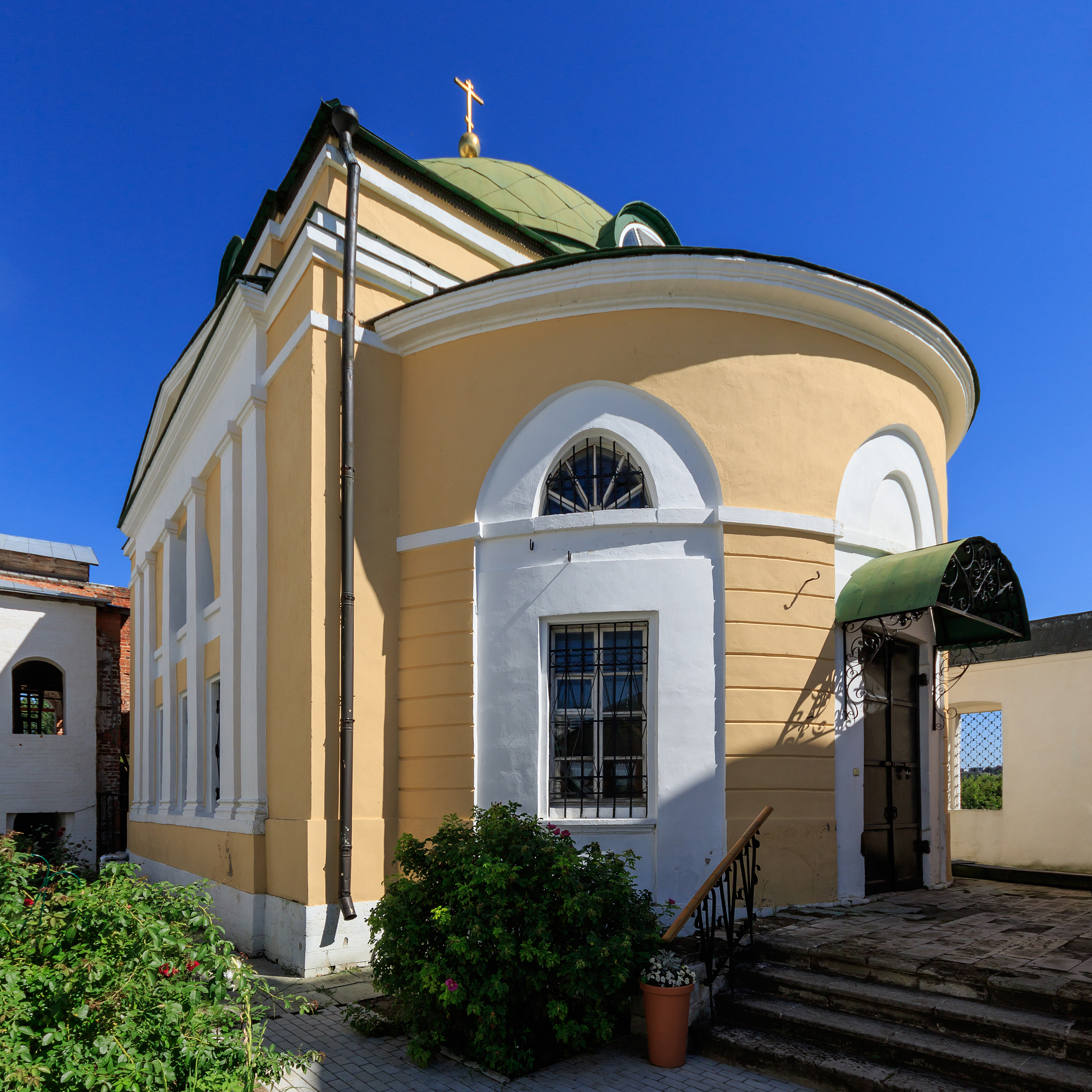
Церковь Усекновения Главы Иоанна Предтечи
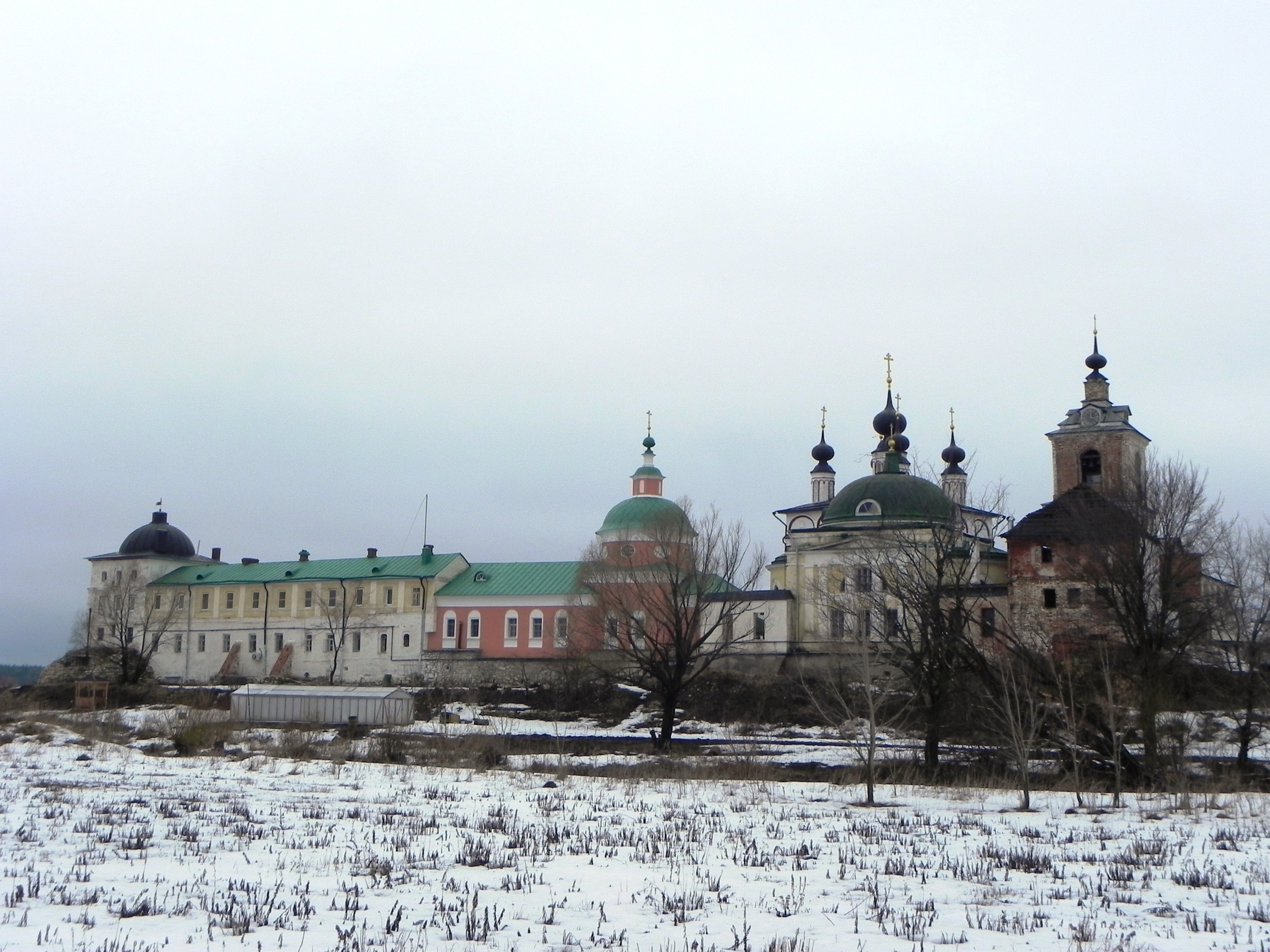
Церковь Сергия Радонежского (в середине)
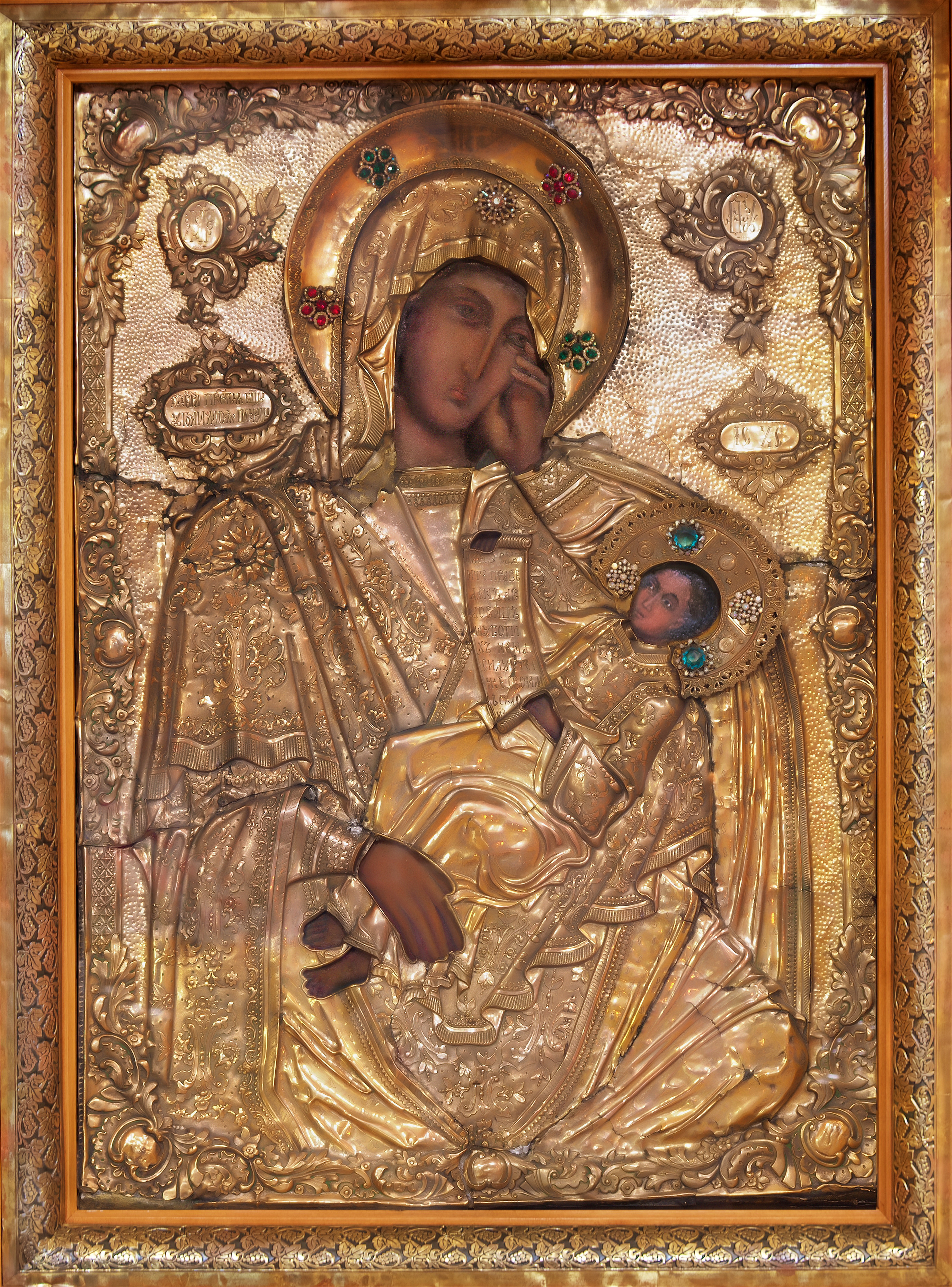
Утоли моя печали в окладе
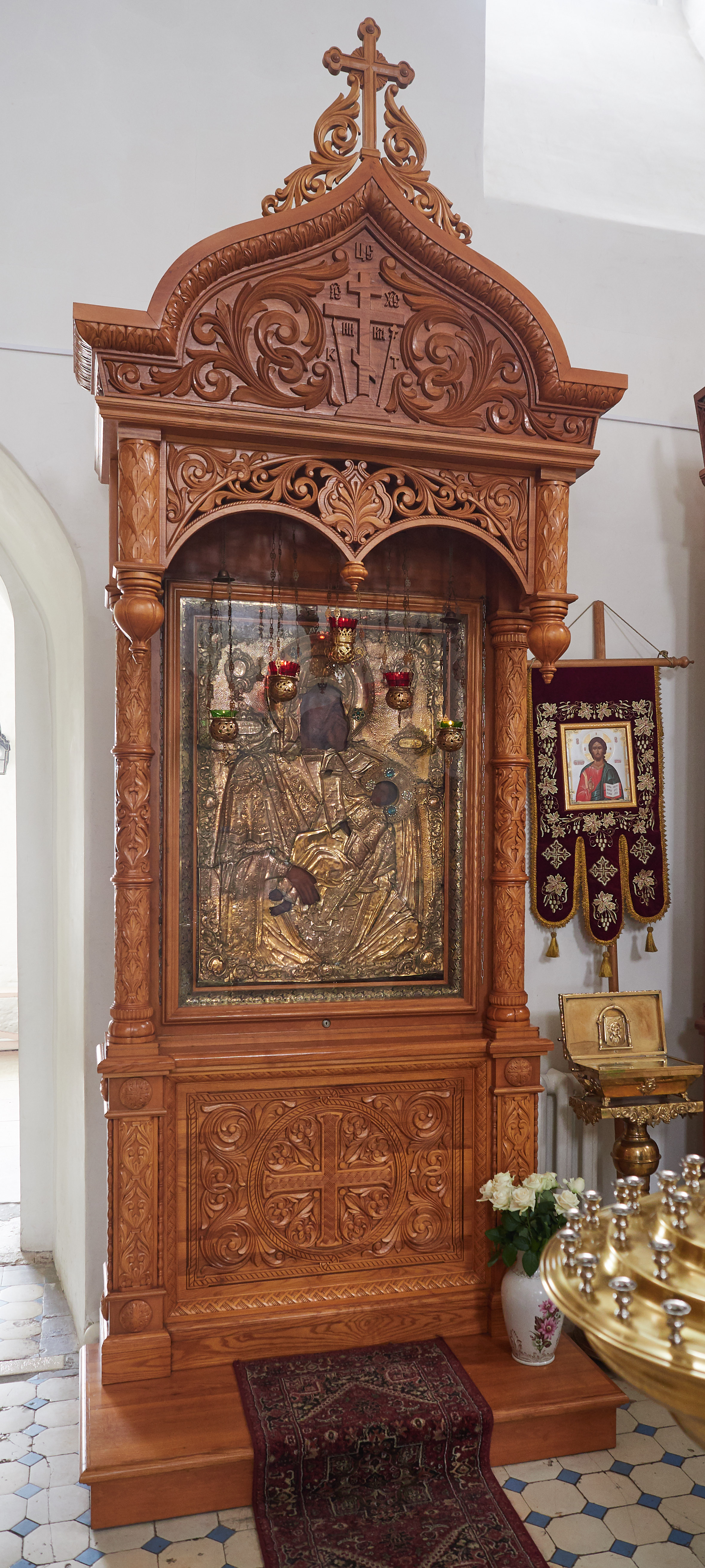
Утоли моя печали в напольном деревянном киоте
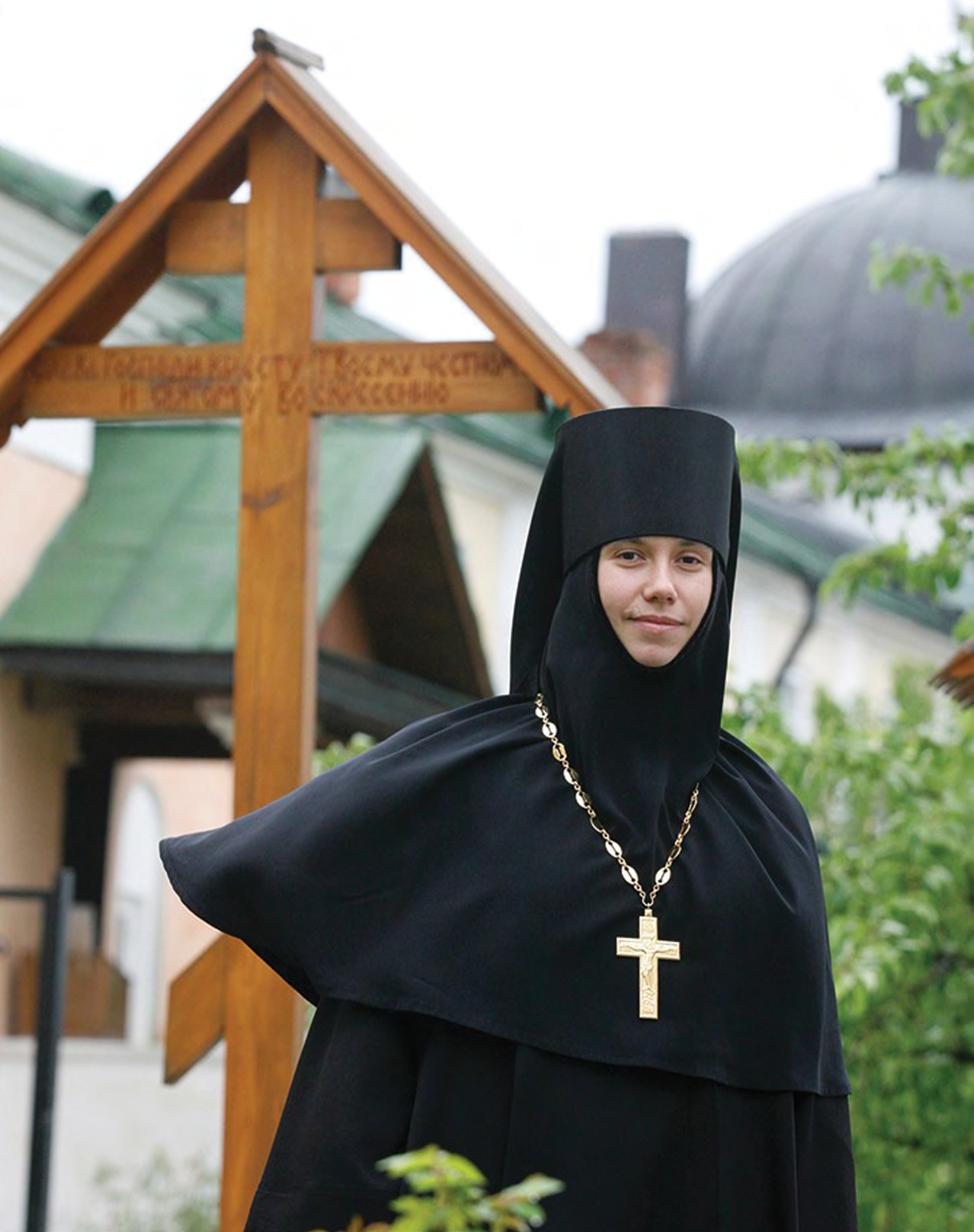
Игумения Агния (Сударикова)